# Ture Person
Per Fredrik Ture Person (Kristianstad, 23 de novembre de 1892 – Bromma, Estocolm, 14 de novembre de 1956) va ser un atleta suec que va competir a començaments del segle xx.
El 1912 va prendre part en els Jocs Olímpics d'Estocolm, en què va guanyar una medalla de plata en la prova dels 4×100 metres relleus. Disputà dues proves més del programa d'atletisme: els 100 metres, on fou eliminat en les sèries; i els 200 metres, on quedà eliminat en semifinals.